# Tres millones... y el amor
Tres millones... y el amor  es una película de Argentina en blanco y negro dirigida por Luis Bayón Herrera según el guion escrito por Humberto Notari sobre su obra Los tres ladrones y adaptación de Rodolfo Taboada, Arturo S. Mom y León Klimovsky que se estrenó el 31 de octubre de 1946 y que tuvo como protagonistas a Santiago Gómez Cou, Delfy de Ortega, Raimundo Pastore y Homero Cárpena.

## Sinopsis
Un ladrón que va a robar a un industrial sin escrúpulos se enamora de su joven esposa y finalmente se entrega a la policía para salvar a un amigo ratero.

## Reparto
- Santiago Gómez Cou
- Delfy de Ortega
- Raimundo Pastore
- Homero Cárpena
- Elena Soto
- Marcelino Ornat
- Carlos Gordillo
- Alfonso Ferrari Amores
- Oscar Soldati
- Jorge Villoldo
- Vicente Forastieri
- Rodolfo Rocha
- Tito Serrano
- Inés Faure
- Gonzalo Palomero
- Juan C. Verzura
- Pablo Donati
- Félix Tortorelli
- Lillian Virdis
- Enrique Vico Carré
- Juan Pecci
- Susana Campos …Extra

## Comentarios
Para Clarín es una película simple pero animada y la crónica de El Mundo dijo:

"A la realización de este film nacional hay que ponerle una buena nota, y al espíritu de su argumento, una interrogación."

Por su parte el crítico de Crítica opinó:

"Al director corresponde la mayor parte de los desaciertos apuntados. Le faltó decisión y preconcepto, con lo cual carece de homogeneidad la película."